# Johanna Elbauer

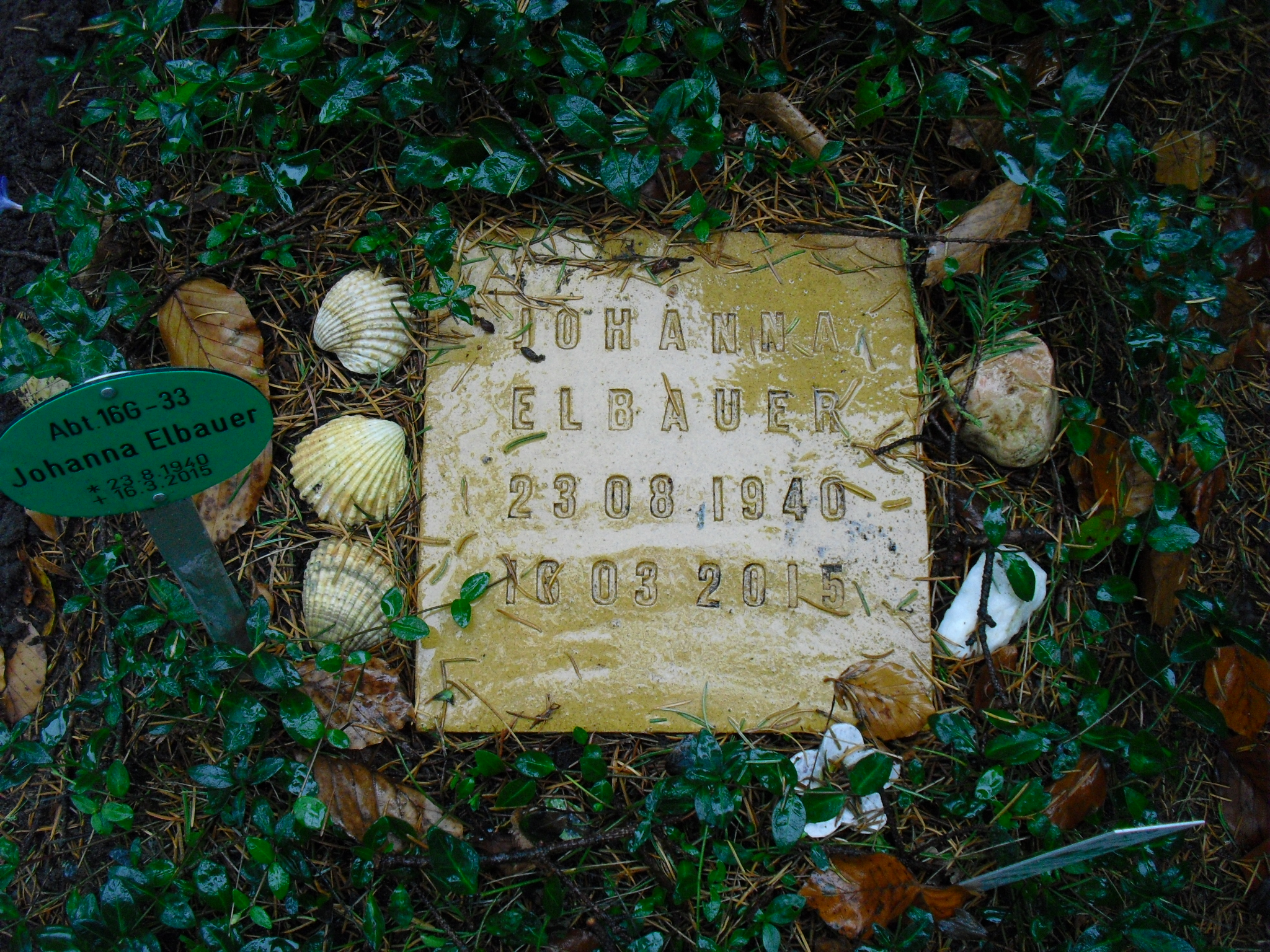
Johanna Elbauers Grabstein auf dem Friedhof Heerstraße

Johanna Elbauer (eigentlich Guschelbauer; * 23. August 1940 in Liezen, Österreich; † 16. März 2015 in Berlin) war eine deutsche Schauspielerin.

## Leben
Guschelbauer änderte ihren Namen am Beginn ihrer Karriere in Elbauer, da ihr eigentlicher Name oft falsch verstanden und geschrieben wurde und zudem weniger einprägsam ist. Ihr Debüt gab sie neben Heinz Rühmann in Harry Meyens Endspurt, worauf vielseitige Besetzungen in Film- und Fernsehproduktionen der 1970er und 1980er Jahre folgten, wie beispielsweise in Oblomows Liebe, Drei Mann auf einem Pferd, Euch darf ich’s wohl gestehen, Doktor Faustus oder Sylter Novelle.
Einen großen Bekanntheitsgrad erlangte sie in der Hauptrolle der Barbara in István Szabós Kriegsdrama Der grüne Vogel und als Auguste Bergfeldt in Die Buchholzens sowie als Gastdarstellerin in mehreren Episoden der Krimiserie Derrick.
Des Weiteren war sie 1989 in Karin Brandauers Märchenverfilmung Aschenputtel als Mutter zu sehen, woher sie vor allem Kinder kennen, und in den Fernsehserien Jauche und Levkojen (nach dem Roman von Christine Brückner), Der Alte, Es muss nicht immer Mord sein oder Liebling Kreuzberg.
Ihre letzte Ruhestätte ist auf dem Friedhof Heerstraße am Olympiastadion in Berlin.

## Filmografie
- 1970: Endspurt (Regie: Harry Meyen)
- 1973: Im Schillingshof (Fernsehfilm)
- 1974: Silverson (Regie Falk Harnack)
- 1974: Die Buchholzens (Fernsehserie, Regie: Harald Philipp)
- 1976: Oblomows Liebe (Regie: Claus Peter Witt)
- 1977–1982: Derrick (Fernsehserie, 5 Folgen)
- 1978: Heinrich Heine (Regie: Klaus Emmerich)
- 1978: Drei Mann auf einem Pferd (Regie: Imo Moszkowicz)
- 1978: Tatort – Sterne für den Orient (Fernsehfilm, Regie: Günter Gräwert)
- 1978: Danziger Mission (Fernsehserie)
- 1979: Jauche und Levkojen (Fernsehserie, Regie: Rainer Wolffhardt)
- 1980: Der Alte (Fernsehserie, Folge Die tote Hand, Regie: Alfred Vohrer)
- 1980: Der grüne Vogel (Regie: István Szabó)
- 1980: Schicht in Weiß (Fernsehserie, Regie: Hermann Leitner)
- 1982: Euch darf ich’s wohl gestehen (Regie: Egon Günther)
- 1982: Doktor Faustus (Regie: Franz Seitz)
- 1983: Alptraum (Regie: Wolfgang Kübel)
- 1985: Parachute (Regie: Sabine Eckhard)
- 1985: Mamas Geburtstag (Regie: Egon Günther)
- 1985: Sylter Novelle (Regie: Peter Deutsch)
- 1986: Tatort – Die kleine Kanaille (Fernsehfilm, Regie: Rolf von Sydow)
- 1986: Nachtärzte (Fernsehserie, Regie: Stéphane Bertin)
- 1988: Liebling Kreuzberg (Fernsehserie, Folge Ehrengericht, Regie: Werner Masten)
- 1989: Aschenputtel (Regie: Karin Brandauer)
- 2002: Edgar Wallace – Die vier Gerechten (Regie: Wolfgang Henschel)

## Hörspiele
- 1996: Rolf Schneider: Montezumas Krone (Serviererin) – Regie: Rolf Schneider (Kriminalhörspiel – MDR/SFB)